# Бентлі (Іллінойс)
Бентлі (англ. Bentley) — місто (англ. town) в США, в окрузі Генкок штату Іллінойс. Населення — 30 осіб (2020).

## Географія
Бентлі розташоване за координатами 40°20′37″ пн. ш. 91°6′44″ зх. д. / 40.34361° пн. ш. 91.11222° зх. д. (40.343670, -91.112288).  За даними Бюро перепису населення США в 2010 році місто мало площу 0,37 км², з яких 0,37 км² — суходіл та 0,00 км² — водойми.

## Демографія
Згідно з переписом 2010 року, у місті мешкало 35 осіб у 16 домогосподарствах у складі 10 родин. Густота населення становила 93 особи/км².  Було 19 помешкань (51/км²).
Расовий склад населення:
| - 100,0 % — білих |

До двох чи більше рас належало 0,0 %. Частка іспаномовних становила 0,0 % від усіх жителів.
За віковим діапазоном населення розподілялося таким чином: 14,3 % — особи молодші 18 років, 60,0 % — особи у віці 18—64 років, 25,7 % — особи у віці 65 років та старші. Медіана віку мешканця становила 43,5 року. На 100 осіб жіночої статі у місті припадало 150,0 чоловіків;  на 100 жінок у віці від 18 років та старших — 114,3 чоловіків також старших 18 років.
Середній дохід на одне домашнє господарство  становив 45 452 долари США (медіана — 31 250), а середній дохід на одну сім'ю — 49 520 доларів (медіана — 31 667). Медіана доходів становила 32 083 долари для чоловіків та 23 750 доларів для жінок. 
Цивільне працевлаштоване населення становило 23 особи. Основні галузі зайнятості: виробництво — 47,8 %, освіта, охорона здоров'я та соціальна допомога — 21,7 %, публічна адміністрація — 13,0 %, мистецтво, розваги та відпочинок — 8,7 %.